# Cryphia rosnia
Cryphia rosnia är en fjärilsart som beskrevs av Culot. Cryphia rosnia ingår i släktet Cryphia och familjen nattflyn. Inga underarter finns listade i Catalogue of Life.